# 베이간향

베이간 향의 위치

베이간향(한국어: 북간향, 중국어: 北竿鄉, 병음: Běigān Xiāng)은 중화민국 롄장 현의 향이다. 넓이는 8.9km2이고, 인구는 2015년 8월 기준으로 2,316명이다.
동부의 탕치 촌(塘岐村)이 베이간 향의 행정·경제의 중심지이다. 남쪽 근처의 허우워 촌(后沃村)에 베이간 공항이 있다. 섬 중앙에 있는 비산(壁山)의 전망대에서는 탕치 촌·허우워 촌 일대를 볼 수 있다. 북쪽에는 낡은 석조로 된 민베이(푸젠 성 북부)식 건축이 펼쳐진 친비 촌(芹壁村)이 있어, 해안의 하이구이 섬(海龜島)과 함께 관광 명소가 되고 있다.

## 지리
베이간 섬(北竿島)은 난간 섬보다 북쪽으로 약 700m에 있다. 베이간 섬 외에 가오덩 섬(高登島), 량다오 섬(亮島) 등이 주요 섬이고, 베이간 섬 주위에는 하리·뤄산·방산·차오터우·하이구이 섬 등의 작은 섬이 점재한다. 또 베이간 섬 중앙에는 해발 298m의 비산이 있다.